# 西宮市立深津中学校
西宮市立深津中学校（にしのみやしりつ ふかずちゅうがっこう）は、兵庫県西宮市深津町にある公立中学校。

## 沿革
- 1983年（昭和58年）4月1日 - 西宮市立深津中学校創立。

## 部活動

### 運動部
- 野球部
- ソフトテニス部
- 陸上競技部
- サッカー部
- バスケットボール部
- 女子バレーボール部
- 卓球部

### 文化部
- 吹奏楽部
- 総合文化部

## 校区
- 西宮市立瓦木小学校
- 西宮市立深津小学校

## 制服
- 男子　
  - 冬服はブレザー、カッターシャツ、スラックスである。
  - 夏服はカッターシャツ、スラックスである。
- 女子　
  - 冬服はブレザー、カッターシャツ、ジャンパースカートである。
  - 夏服はカッターシャツ、吊りスカートである。

## 著名な出身者
- 鳳翔大 - 元宝塚歌劇団雪組男役
- 大村直之 - 元プロ野球選手

## 校区が隣接している学校
- 西宮市立瓦木中学校
- 西宮市立平木中学校
- 西宮市立大社中学校
- 西宮市立今津中学校
- 西宮市立上甲子園中学校
- 尼崎市立大庄北中学校
- 尼崎市立南武庫之荘中学校